# Exacum axillare
Exacum axillare là một loài thực vật có hoa trong họ Long đởm. Loài này được Thwaites mô tả khoa học đầu tiên năm 1860.